# ICFES
El Instituto Colombiano para la Evaluación de la Educación (ICFES), es una entidad autónoma vinculada al Ministerio de Educación Nacional de Colombia. Ofrece actividades para la evaluación de la educación en todos sus niveles y apoya al Ministerio de Educación en la realización de los exámenes de Estado; Además, realiza investigaciones sobre los factores que inciden en la calidad educativa, con la finalidad de ofrecer información para mejorarla. Es la encargada de realizar el reconocido examen Saber 11.º, que permite el acceso de los estudiantes que se encuentran en su último año de bachillerato a la educación superior.

## Historia

### Antecedentes

#### Servicio de Admisión Universitaria y Orientación Profesional
En los años 1965, el Estado colombiano comenzó a estudiar la posibilidad de crear un examen nacional para el ingreso a las universidades. Ante la necesidad de mejorar la calidad de la educación, la Asociación Colombiana de Universidades y el Fondo Universitario firmaron un acuerdo mediante el cual, en 1967, se creó el Servicio de Admisión Universitaria y Orientación Profesional. Sin embargo, esta entidad solo se encargó de asesorar a las universidades en el proceso de admisión de los estudiantes.

#### Servicio Nacional de Pruebas
En 1966, el Servicio de Admisión Universitaria y Orientación Profesional fue transformado en el Servicio Nacional de Pruebas (SNP), con la finalidad concreta de realizar un Examen de Estado a nivel nacional, objetivo que no fue posible sino hasta dos años después.  
Entre el 7 y el 8 de septiembre de 1968, el Servicio Nacional de Pruebas realizó los primeros Exámenes Nacionales de Colombia, en los que se evaluaron los siguientes componentes: aptitud matemática, aptitud verbal, razonamiento abstracto, relaciones espaciales, ciencias sociales y filosofía, química, física, biología e inglés.

### Creación del ICFES

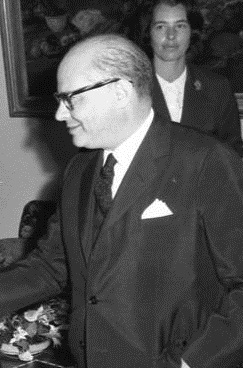
El presidente de Colombia Carlos Lleras Restrepo, bajo cuyo gobierno fue creado el ICFES, en el año 1968.

Mediante el Decreto 3156 del 26 de diciembre de 1968, siendo presidente de Colombia Carlos Lleras Restrepo, y Ministro de Educación Nacional, Octavio Arizmendi Posada, se creó el Instituto Colombiano para el Fomento de la Educación Superior, ICFES, como entidad adscrita al Ministerio de Educación Nacional.

### Reforma de 1980
En 1980, mediante el Decreto 2343, se reglamentaron los exámenes de Estado para el ingreso a la educación superior. Hasta ese año, la presentación del examen era voluntaria, pero desde entonces se convirtió en requisito obligatorio para todos los bachilleres del país para el ingreso a cualquier programa de pregrado dentro del territorio nacional. 
En 1984 la institución inició investigaciones con el fin de obtener información sobre las relaciones entre los resultados obtenidos y las condiciones familiares, sociales y económicas de los estudiantes. Sin embargo, no es sino hasta 1990 cuando los resultados del Examen de Estado dejan de tener fines eminentemente selectivos, empezando a ser utilizados como parte de las estrategias para mejorar la calidad de la enseñanza. Con la Ley 30 de 1992, de reforma a la educación superior, se ratificó el Examen de Estado como requisito de obligatorio cumplimiento.
Desde 1980 y hasta 1999 el examen incluyó nueve pruebas, agrupadas en cinco áreas. Los resultados se entregaban a cada estudiante por prueba, por área, promedio de las pruebas, y puntaje total, obtenido como la sumatoria de los puntajes de las cinco áreas.

### Reforma del 2000
En el año 2000, teniendo en cuenta el fenómeno mundial de la globalización, el examen de Estado para el ingreso a la educación superior de Colombia transformó su enfoque de contenidos por un enfoque de competencias, idea proveniente del director de ese entonces, José Daniel Bogoya Maldonado.
A partir del año 2005 el ICFES se propuso los siguientes objetivos:
- Servir como un criterio para el Ingreso a la Educación Superior.
- Informar a los estudiantes acerca de sus competencias en cada una de las áreas evaluadas, con el ánimo de aportar elementos para la orientación de su opción profesional.
- Apoyar los procesos de autoevaluación y mejoramiento permanente de las instituciones escolares.
- Constituirse en base e instrumento para el desarrollo de investigaciones y estudios de carácter cultural, social y educativo.
- Servir de criterio para otorgar beneficios educativos.

### Reforma del 2009
En el año 2009, mediante el Decreto 5014 se realizó una reforma estructural del ICFES, con el fin de convertirlo en un organismo autónomo, adscrito al Ministerio de Educación Nacional. Desde entonces se sustituyeron las antiguas "Pruebas ICFES" (como se conocía al examen de undécimo grado de la educación secundaria), así como el antiguo ECAES (examen con el que se evaluaba a los estudiantes de los últimos años de la educación universitaria), y se creó un nuevo sistema de exámenes, las Pruebas Saber, que desde entonces abarcan todo el espectro de la educación en Colombia, desde la educación básica, pasando por la educación media, la educación técnica y tecnóloga hasta la educación superior.
Además, el nombre de la institución fue cambiado, del antiguo Instituto Colombiano para el Fomento de la Educación Superior, a Instituto Colombiano para la Evaluación de la Educación. Sin embargo, las siglas (ICFES) fueron conservadas debido al reconocimiento y prestigio de la institución entre la ciudadanía. 

## Normatividad
Las funciones y deberes del ICFES son atribuidas mediante el artículo 12 de la Ley 1324 de 2009 y el Decreto 5014 de 2009.

## Funciones y deberes
- Establecer las metodologías y procedimientos que guían la evaluación externa de la calidad de la educación.
- Desarrollar la fundamentación teórica, diseñar, elaborar y aplicar instrumentos de evaluación de la calidad de la educación, dirigidos a los estudiantes de los niveles de educación básica, media y superior, de acuerdo con las orientaciones que para el efecto defina el Ministerio de Educación Nacional.
- Diseñar, implementar, administrar y mantener actualizadas las bases de datos con la información de los resultados alcanzados en las pruebas aplicadas y los factores asociados, de acuerdo con prácticas internacionalmente aceptadas.
- Organizar y administrar el banco de pruebas y preguntas, según niveles educativos y programas, el cual tendrá carácter reservado.
- Diseñar, implementar y controlar el procesamiento de información y la producción y divulgación de resultados de las evaluaciones realizadas, según las necesidades identificadas en cada nivel educativo.
- Realizar, mediante convenios o asociaciones con universidades nacionales y extranjeras, centros de investigación y expertos, estudios e investigaciones en el campo de la evaluación de la calidad de la educación que contemplen aspectos cuantitativos y cualitativos.
- Impulsar y fortalecer la cultura de la evaluación de la calidad de la educación mediante la difusión de los resultados y de los análisis acerca de los factores que inciden en los mismos, y el desarrollo de actividades de formación en los temas que son de su competencia, en los niveles local, regional y nacional.
- Desarrollar la fundamentación teórica, diseñar, elaborar y aplicar instrumentos de evaluación complementarios, que sean solicitados por entidades oficiales o privadas, nacionales o extranjeras.
- Propiciar la participación de Colombia en programas y proyectos internacionales en materia de evaluación y establecer relaciones de cooperación con organismos pares, localizados en otros países o regiones.
- Definir y recaudar las tarifas correspondientes a los costos de los servicios prestados en lo concerniente a las funciones señaladas para el Icfes.* *Mantener disponible para el público, a través de su página Web, lo siguiente:
  - Una relación de la formación profesional y de la experiencia de quienes hayan de realizar las evaluaciones;
  - Los procedimientos que adoptarán para garantizar la independencia, periodicidad, comparabilidad, igualdad y reserva individual en sus evaluaciones;
  - La metodología que aplicará en cada evaluación para cumplir los parámetros generales a los que se refiere el artículo 10° de la Ley 1324 de 2009, y;
  - Las demás informaciones que disponga el reglamento para que el público pueda formarse una opinión acerca de la confiabilidad y pertinencia de las evaluaciones que el Icfes practica.
- Sancionar, con las medidas previstas en el artículo 9 de la Ley 1324 de 2009, a quienes incurran en las faltas a las que se refiere dicho artículo, previo cumplimiento de las garantías al debido proceso que establece el Código Contencioso Administrativo.
- Coordinar a los “pares académicos” que hayan de realizar evaluaciones independientes a establecimientos educativos o a instituciones de educación superior a los cuales hayan de practicarse evaluaciones, o a cuyos estudiantes hayan de practicarse evaluaciones tales como los exámenes de Estado;
- Apoyar al Ministerio de Educación Nacional, por medio de contratos que le permitan cubrir todos sus costos, en la realización de los exámenes de Estado de que trata la Ley 1324 de 2009, y facilitar la monitoría sobre el cumplimiento de los contratos respectivos por parte de los auditores especializados externos que designe el esa entidad.
- Celebrar contratos con las autoridades educativas del orden nacional, local y territorial; con entidades de derecho público internacional; y con entidades privadas, nacionales o extranjeras, para promover políticas y programas tendientes a cualificar los procesos educativos;
- Las demás funciones que le fijen las leyes y los reglamentos, y que sean acordes con su naturaleza.
- Administrar en forma independiente la información resultante de los "exámenes de Estado", y reportar los resultados a los evaluados, así como al Ministerio de Educación Nacional, a las entidades territoriales, a las instituciones educativas y el público general.

## Estructura

### Junta Directiva
- Dirección General
  - Oficina Asesora Jurídica.
  - Oficina Asesora de Planeación.
  - Oficina de Control Interno.
  - Oficina de Gestión de Proyectos de Investigación.
  - Oficina Asesora de Comunicaciones y Mercadeo.
- Secretaría General
  - Subdirección de Talento Humano.
  - Subdirección de Abastecimiento y Servicios Generales.
  - Subdirección Financiera y Contable.
- Dirección de Evaluación
  - Subdirección de Diseño de Instrumentos.
  - Subdirección de Estadísticas.
  - Subdirección de Análisis y Divulgación.
- Dirección de Producción y Operaciones
  - Subdirección de Producción de Instrumentos.
  - Subdirección de Aplicación de Instrumentos.
- Dirección de Tecnología e Información
  - Subdirección de Desarrollo de Aplicaciones.
  - Subdirección de Información.

## Pruebas Saber
La educación de Colombia es evaluada por medio de los exámenes nacionales denominados Pruebas Saber, organizados de la siguiente manera:

### Pruebas Saber 3°, 5° y 9°
Son pruebas que monitorean el desarrollo de competencias básicas en los estudiantes de la Educación Básica. El examen consta de cuatro pruebas –Lenguaje, ciencias sociales, ciencias naturales y Matemáticas– y un cuestionario de contexto que los estudiantes deben responder en la hoja de respuestas.

#### Examen para la población general de 3°
- Tiempo máximo del examen: 4 horas y 50 minutos.
- Número de preguntas: 99 preguntas en ambas modalidades, muestral y censal.

| Sesiones del examen      | Preguntas por prueba | Tiempos de aplicación |
| ------------------------ | -------------------- | --------------------- |
| Instrucciones            |                      | 15 min                |
| Lenguaje                 | 44                   | 88 min                |
| Descanso                 |                      | 40 min                |
| Matemáticas              | 44                   | 88 min                |
| Descanso                 |                      | 40 min                |
| Cuestionario de contexto | 11                   | 20 min                |

#### Examen para la población general de 5°
- Tiempo máximo del examen: 5 horas.
- Número de preguntas: 155 preguntas en ambas modalidades, muestral y censal.

| Sesiones del examen      | Preguntas por prueba | Tiempos de aplicación |
| ------------------------ | -------------------- | --------------------- |
| Instrucciones            |                      | 10 min                |
| Lenguaje                 | 55                   | 110 min               |
| Descanso                 |                      | 25 min                |
| Matemáticas              | 55                   | 110 min               |
| Descanso                 |                      | 25 min                |
| Cuestionario de contexto | 45                   | 20 min                |

#### Examen para la población general de 9°
- Tiempo máximo del examen: 5 horas.
- Número de preguntas: 157 preguntas en ambas modalidades, muestral y censal.

| Sesiones del examen      | Preguntas por prueba | Tiempos de aplicación |
| ------------------------ | -------------------- | --------------------- |
| Instrucciones            |                      | 10 min                |
| Lenguaje                 | 55                   | 110 min               |
| Descanso                 |                      | 25 min                |
| Matemáticas              | 55                   | 110 min               |
| Descanso                 |                      | 25 min                |
| Cuestionario de contexto | 47                   | 20 min                |

### Pruebas Saber 11°
Este examen evalúa el grado de desarrollo de las competencias académicas de los estudiantes que están por finalizar el grado undécimo de la educación media. Consta de dos sesiones en las que se realizan cinco pruebas: Lectura crítica, Matemáticas, Sociales y ciudadanas, Ciencias naturales e Inglés; y un cuestionario socioeconómico. La presentación de este examen es requisito para acceder a la educación superior en Colombia y es utilizado como criterio de admisión por parte de varias universidades.

#### Primera sesión para la población general de 11°
- Tiempo máximo del examen: 4 horas y 30 minutos.
- Número de preguntas: 131.

| Pruebas                       | Preguntas por prueba |
| ----------------------------- | -------------------- |
| Matemáticas 1                 | 25                   |
| Lectura crítica               | 41                   |
| Sociales y ciudadanas 1       | 25                   |
| Ciencias naturales 1          | 29                   |
| Cuestionario socioeconómico 1 | 11                   |

#### Segunda sesión para la población general de 11°
- Tiempo máximo del examen:

4 horas y 30 minutos.
- Número de preguntas: 147.

| Pruebas                       | Preguntas por prueba |
| ----------------------------- | -------------------- |
| Sociales y ciudadanas 2       | 25                   |
| Matemáticas 2                 | 25                   |
| Ciencias naturales 2          | 29                   |
| Inglés                        | 55                   |
| Cuestionario socioeconómico 2 | 13                   |

### Pruebas Saber TyT
Las Pruebas Saber TyT evalúan las competencias genéricas y las competencias específicas comunes de los estudiantes de programas técnicos y tecnólogos que hayan aprobado el 75% de los créditos académicos. El examen se compone de 178 preguntas de cinco módulos que evalúan las competencias genéricas y un cuestionario socioeconómico:
| Módulos                      | Preguntas por módulo                                                          |
| ---------------------------- | ----------------------------------------------------------------------------- |
| Lectura crítica              | 35                                                                            |
| Razonamiento cuantitativo    | 35                                                                            |
| Competencias ciudadanas      | 35                                                                            |
| Comunicación escrita         | 1 pregunta que debe ser respondida con un texto argumentativo de dos páginas. |
| Inglés                       | 55                                                                            |
| Cuestionario socio-económico | 17                                                                            |

También hay tres módulos asociados a temáticas y contenidos específicos que los estudiantes pueden presentar de acuerdo a su área de formación profesional:
- Ensamblaje, mantenimiento y operación de maquinaria y equipos.
- Mantenimiento e instalación de hardware y software.
- Promoción de la salud y prevención de la enfermedad.

### Pruebas Saber Pro
Las Pruebas Saber Pro (antes conocidas como Examen de calidad para la Educación Superior, ECAES) son un examen de carácter oficial y obligatorio que comprueba las competencias de los estudiantes que cursan el último año de los programas académicos de pregrado en las instituciones de Educación Superior. El examen se realiza en dos sesiones, la primera obligatoria y la segunda solo para aquellos estudiantes que hayan sido inscritos por su institución de educación superior (IES) para presentar entre 1 y 3 módulos específicos relativos a su área de formación.
Además de los cinco módulos de competencias genéricas, hay cincuenta y seis módulos asociados a temáticas y contenidos específicos que los estudiantes tienen la posibilidad de presentar de acuerdo a su área de formación profesional.

#### Primera sesión: Competencias genéricas
- Tiempo máximo del examen: 4 horas y 40 minutos.
- Número de preguntas: 178.

| Módulo                       | Preguntas por módulo |
| ---------------------------- | -------------------- |
| Lectura crítica              | 35                   |
| Razonamiento cuantitativo    | 35                   |
| Competencias ciudadanas      | 35                   |
| Comunicación escrita         | 1                    |
| Inglés                       | 55                   |
| Cuestionario socio-económico | 17                   |

#### Segunda sesión: Competencias específicas
La segunda sesión se estructura según las características de los módulos de competencias específicas de acuerdo con el área de formación profesional.

## Exámenes internacionales
El ICFES también es el encargado de realizar, en el territorio nacional, los exámenes internacionales en los que participa Colombia. Dichos exámenes son los siguientes:
- Informe PISA: En esta prueba se miden las habilidades de estudiantes de 15 años para resolver problemas cotidianos. Los resultados del Informe PISA ayudan a identificar las brechas entre los diferentes sistemas educativos. En esta prueba Colombia compite con alrededor de 80 países y economías del mundo.[15]

- Proyecto PISA para establecimientos educativos: Conocida también como PISA for schools, en esta prueba los colegios participantes reciben resultados en la escala PISA.

- Estudio Regional Comparativo y Explicativo de la Unesco (Erce): Esta prueba, en la que Colombia compite con 17 países de América Latina, evalúa las competencias en Lenguaje, Matemáticas y Ciencias en el ciclo de educación básica (primaria y secundaria).[16]

- Encuesta Internacional sobre Docencia y Aprendizaje (TALIS): Esta prueba, en la que Colombia compite con 45 países del mundo, permite conocer aspectos fundamentales de la práctica educativa del país desde la perspectiva de los profesores y rectores.[17]

- Estudio Talis basado en vídeo: Esta prueba permite obtener información sobre metodologías y prácticas de enseñanza de los docentes de secundaria en Matemáticas, con el fin de comprender qué tan eficientes son dentro del salón. Colombia, además, hace parte de la primera versión de esta prueba junto a Japón, Chile, México, España, China, Estados Unidos, Alemania e Inglaterra.[15]

- Estudio Internacional de Educación Cívica y Ciudadana (ICCS): Proyecto de la Asociación Internacional para la Evaluación del logro Académico (IEA), cuyo objetivo es investigar las diferentes formas en las cuales los jóvenes están preparados para asumir sus roles como ciudadanos. Reporta el conocimiento y entendimiento de conceptos y tópicos relacionados con la formación cívica y ciudadana, así como valores, actitudes y comportamiento.

- Estudio Internacional de Tendencias en Matemáticas y Ciencias (TIMSS): Esta prueba evalúa a estudiantes de cuarto y octavo grados y tiene como propósito proveer información para mejorar los procesos de enseñanza y aprendizaje de las matemáticas y las ciencias, fundamentales para desarrollar competencias relacionadas con la solución de problemas y el razonamiento riguroso y crítico.

- Estudio del Progreso Internacional en competencia Lectora (PIRLS): Es una evaluación a la comprensión lectora, la cual ha monitoreado tendencias en el rendimiento de los estudiantes en un intervalo de cinco años en países alrededor del mundo, desde 2001. La población objetivo está representada por estudiantes matriculados que tienen en promedio cuatro años de escolaridad.

## Entidades vinculadas
- Fondo de Desarrollo de la Educación Superior - FODESEP
- Instituto Colombiano de Crédito Educativo y Estudios Técnicos en el Exterior - ICETEX